# Almostadi
Haçane Almostadi ibne Iúçufe Almostanjide (em árabe: أبو محمد حسن بن يوسف المستنجد; romaniz.: Hassan al-Mustadi Ibn Yusuf al-Mustanjid; m. 1180) geralmente conhecido por seu título real Almostadi Biamer Alá (em árabe: المستضيء بأمر الله; romaniz.: al-Mustadi bi-Amr Allāh; lit. "o buscador da iluminação de Deus"), foi o califa do Califado Abássida em Baguedade de 1170 a 1180.

## Vida
Haçane Almostadi era filho do califa Almostanjide I (r. 1160–1170) com uma concubina de origem armênia. Em 1170, seu pai foi assassinado pelo camareiro turco Caimaz, com apoio de outros oficiais, e Almostadi foi escolhido como sucessor. Logo que ascendeu, o novo califa apostou em sua popularidade e conseguiu o apoio da população para realizar um expurgo dos oficiais mal-intencionados do palácio. No ano seguinte, em 1171, Saladino, que havia sido enviado por Noradine ao Egito, conquistou os últimos territórios do Califado Fatímida, restabelecendo o controle sunita na região e colocando o nome do califa no cutba da sexta-feira. Celebrações foram realizadas em Baguedade devido ao feito e Almostadi enviou títulos especiais e roupões cerimoniais para Noradine (que estava em Damasco) e Saladino (que estava no Egito), bem como bandeiras para todas as mesquitas do Cairo e mantos abássidas oficiais para todos os pregadores das mesquitas (cátibes). Nos anos seguintes, Almostadi confirmou como sultões Muizadim Maomé (r. 1173–1206), que conquistaria Déli; Saladino (nomeado em 1174) e finalmente Quilije Arslã I (r. 1156–1192), que desde 1178 começou a usar o título e mencionou o califa em sua cunhagem.
De acordo com Tayeb El-Hibri, o reinado de Almostadi marca o zênite da política ideológica sunita iniciada no reinado de Alcadir (r. 991–1031). O estudioso ibne Aljauzi desempenhou papel relevante neste processo, atuando como conselheiro califal e defendendo sua causa na medida em que escreveu um espelho de príncipes intitulado al-Misbah al-Mudi fi Khilafat al-Mustadi (A Luminosa Lâmpada no Califado de Almustadi). O reinado também foi marcado por extensas atividades de construção. Diz-se que Almostadi reconstruiu o Palácio Altaje em Baguedade, que foi construído pela primeira vez pelo califa Almoctafi (r. 902–908) e houve um grande projeto de construção de mesquitas, escolas e doações religiosas em seu reinado. Suas duas cônjuges Saída Banafexa e Zumurrude Catum foram especialmente prolíficas nesses esforços. Banafexa, que era seguidora da escola de pensamento hambalita, ordenou a construção de uma ponte em Baguedade em 1174, que recebeu o nome dela. Em 1180, Almostadi faleceu e foi sucedido por seu filho Anácer.

## Família
Uma das concubinas de Almostadi foi Zumurrude Catum. Era turca e mãe do futuro califa Anácer. Ela morreu em dezembro de 1202-janeiro de 1203, ou janeiro-fevereiro de 1203, e foi enterrada em seu próprio mausoléu no cemitério Xeique Maarufe. Outra de suas concubinas foi Assaída Banafexa. Ela era filha de Abedalá, um grego, e era a concubina favorita de Almostadi. Ela morreu em 27 de dezembro de 1201 e foi enterrada no mausoléu de Zumurrude Catum no cemitério Xeique Maarufe. Outra concubina foi Xarafe Catum, uma turca e mãe do príncipe Abu Almançor Hixame. Morreu em 27 de dezembro de 1211 e foi enterrada no Cemitério de Ruçafa.